# Hesiqui de Jerusalem
Hesiqui de Jerusalem (grec antic: Ἡσύχιος; llatí: Hesychius) fou un escriptor grecoromà cristià, molt reputat al seu temps i del que es conserva part de la seva obra. La seva època està subjecta a discussió. Ciril d'Escitòpolis a la seva Vida de Sant Eutimi, esmenta a Hesiqui com a prevere i mestre de l'església i patriarca de Jerusalem, vers el 428 o 429, que va consagrar l'església del monestir de Laura de sant Saba. Teòfanes Isàuric el situa el 414 i 415 com a prevere, títol que li conserva fins a la mort el 434. També Foci l'anomena només prevere i no diu en quina època va viure. Possevinus (Apparatus Sacer, vol. 1. p. 739, ed. Col. 1608), Cave, i Thorschmidt (Comment. de Hesychio Milesio), consideren a Hesiqui com el Isysius o Isacius (Ἰσάκιος) bisbe de Jerusalem al que el papa Gregori I Magne va escriure una epístola i que va morir a Alexandria el 609.
Segons el Menologi grec, l'escriptor Hesiqui va néixer i es va educar a Jerusalem on va estudiar les Escriptures; després fou eremita o anacoreta al desert probablement a Palestina; fou ordenat prevere pel bisbe de Jerusalem contra la seva voluntat i va viure la resta de la seva vida a la ciutat. Alguns autors el van fer deixeble de Gregori de Nazianz, però cronològicament és difícil que ho fos.
Les seves obres principals són: 
- In Leviticum Libri septem. Es discuteix sobre l'autoria d'aquesta obra.
- Στιχηρὸν (o Κεφάλαια) τῶν ιβ᾽ προφητῶν καὶ Ἠσαΐου, Sticheron (o Capita) in duodecim Prophetas Minores et Esaiam
- Ἀντιρρητικά o Εὐκτικά. Es creu que aquesta obra és la que Foci diu que era la última d'una col·lecció de llibres ascètics.
- Homiliae de Sancta Maria Deipara. Dues homilies sobre la verge Maria.
- Τὸ εἰς τὸν ἅγιον Ἀνδρέαν ἐγκώμιον, Oratio demonstratixa in S. Andream Apostolum. D'aquesta obra Foci en comenta diversos extractes.
- De Resurrectione Domini Nostri Christi .
- De Hora Tertia et Sexta, quibus Dominus fuisse crucifixus dicitur, or Qua Hora crucifixus est Dominus?.
- Εἰς Ἰάκωβον τὸν Ἀδελφὸν τοῦ Κυρίου καὶ Δαυὶδ τὸν Θεοπάτορα, Sermo in S. Jacobum Fratrem Domini, et in Davidem.
- Μαρτύριον τοῦ ἁγίου καὶ ἐνδόξου Μάρτυρος τοῦ Χριστοῦ Λογγίνου τοῦ Ἑκατοντάρχου, Acta S. Longini Centurionis. Es dubta que aquesta obra sigui d'Hesiqui.
- In Christi Nativitatem.
- Ἠ Εὐαγγελικὴ Συμφωνία, Consonantia Exangelica.
- Συναγωγὴ ἀποριῶν καὶ ἐπιλύσεων ἐκλεγεῖσα ἐν ἐπιτομῇ ἐκ τῆς Εὐαγγελικῆς Συμφωνίας, Collectio Difficultatum et Solutionum, excerpta per compendium ex Exangelica Consonantia.
- In Canticum Habacuc et Jonae.
- Commentarius in Psalmos a Ps. 77 ad 107, inclusive, et in Ps. 118.
- Ecclesiastica Historia.
- Comnmentarius in Epistolam ad Hebraeos et in Ezekielem.
- Hypotheses in Libros Sacros.[1]